# Pedra Grande
Pedra Grande là một đô thị thuộc bang Rio Grande do Norte, Brasil. Đô thị này có diện tích 221,429 km², dân số năm 2007 là 4407 người, mật độ 19,9 người/km².